# Pin-диод

Функциональная структура pin-диода. Слева направо указаны слои p-i-n

PIN-диод — разновидность диода, в котором между областями электронной (n) и дырочной (p) проводимости находится собственный (нелегированный, англ. intrinsic) полупроводник (i-область). p и n области, как правило, легируются сильно, так как они часто используются для омического контакта к металлу.
Широкая нелегированная i-область делает PIN-диод плохим выпрямителем (обычное применение для диода), но, с другой стороны, это позволяет использовать его в аттенюаторах (ослабителях сигнала), быстрых переключателях, фотодетекторах, а также в высоковольтной электронике.
Как правило предназначен для работы в сантиметровом диапазоне волн.

## Принцип работы
Характерные качества pin-диода проявляются при работе в режиме сильной инжекции, когда i-область заполняется носителями заряда из сильнолегированных n+ и p+ областей, к которым прикладывается прямое смещение напряжения. PIN-диод функционально можно сравнить с ведром воды с отверстием сбоку: как только ведро наполняется до уровня отверстия, оно начинает протекать. Точно также и диод начинает пропускать ток, как только заполнится носителями заряда i-область.
Из-за того, что в i-области очень низкая концентрация носителей заряда, там практически отсутствуют процессы рекомбинации во время инжекции. Но в режиме прямого смещения концентрация носителей заряда на несколько порядков превышает собственную концентрацию.

## Характеристики
На низких частотах для PIN-диода справедливы те же уравнения, что и для обычного. На высоких частотах PIN-диод ведёт себя как практически идеальный резистор — его вольт-амперная характеристика (ВАХ) линейна даже для очень большого значения напряжения. На высоких частотах в i-области находится большое количество накопленного заряда, который позволяет диоду работать. На низких частотах заряд в i-области рекомбинирует и диод выключается.
Реактивное сопротивление обратно пропорционально постоянному току, протекающему через PIN-диод. Таким образом, можно варьировать значение сопротивления в широких пределах — от 0,1 Ом до 10 кОм — меняя постоянную составляющую тока.
Большая ширина i-области также означает, что PIN-диод имеет небольшую ёмкость при обратном смещении.
Области пространственного заряда (ОПЗ) в PIN-диоде практически полностью находятся в i-области. По сравнению с обычными, PIN-диод имеет значительно бо́льшую ОПЗ, границы которой незначительно меняются в зависимости от приложенного обратного напряжения. Таким образом увеличивается объём полупроводника, где могут быть образованы электронно-дырочные пары под воздействием излучения (например, оптического — фотона). Некоторые фотодетекторы, такие как PIN-фотодиоды и фототранзисторы (в которых переход база-коллектор является PIN-диодом), используют PIN-переход для реализации функции детектирования.
При проектировании PIN-диода приходится искать компромисс: с одной стороны, увеличивая величину i-области (а соответственно, и количество накопленного заряда) можно добиться резистивного поведения диода на более низких частотах, но с другой стороны, при этом для рекомбинации заряда и перехода в закрытое состояние потребуется большее время. Поэтому, как правило, PIN-диоды каждый раз проектируются под конкретное приложение.

## Применение
PIN-диоды, как правило, используются как переключатели в радио- и СВЧ трактах, аттенюаторы, модуляторы, переключатели и фотодетекторы.
По области применения PIN-диоды подразделяют на:
- смесительные (например: 2А101 — 2А109);
- детекторные (например: 2А201 — 2А203);
- параметрические (например: 1А401 — 1А408);
- переключательные и ограничительные (например 2А503 — 2А524);
- умножительные и настроечные (например: 2А601 — 2А613);
- генераторные (3А703, 3А705).

### Радиочастотные (РЧ) и СВЧ-переключатели
При нулевом или обратном смещении PIN-диод имеет малую ёмкость. Ёмкость небольшой величины не пропускает высокочастотный сигнал. При прямом смещении и токе 1 мА типичный pin-диод имеет реактивное сопротивление порядка 1 Ом, что делает его хорошим проводником в РЧ-тракте. Таким образом, pin-диод может использоваться в качестве хорошего РЧ- и СВЧ-переключателя.
РЧ реле также используются как переключатели, однако с меньшей скоростью (время переключения ~10 мс), в то время, как PIN-диоды — значительно быстрее: десятки наносекунд, единицы микросекунд.
Ёмкость выключенного дискретного PIN-диода составляет примерно 1 пФ. На частоте 320 МГц реактивное сопротивление такой ёмкости ~500 Ом. В системах, рассчитанных на 50 Ом, ослабление сигнала будет около 20 дБ, что в некоторых приложениях недостаточно. В приложениях, требующих большей изоляции, переключатели каскадируются: каскад из трёх диодов даёт ослабление в 60 дБ и более (до 100 дБ в зависимости от частоты).

### РЧ и СВЧ управляемые аттенюаторы
Меняя ток через PIN-диод, можно быстро изменить реактивное сопротивление.
На высоких частотах реактивное сопротивление PIN-диода обратно пропорционально силе тока. Соответственно, PIN-диод может использоваться как управляемый аттенюатор, например, в схемах амплитудных модуляторов и сдвига уровня.
PIN-диод может использоваться, например, как мостовой или шунтирующий резистор в Т-мостовой схеме аттенюатора.

### Ограничители
PIN-диоды иногда используются для защиты устройств по входам при высокочастотных измерениях. Если входной сигнал мал и находится в области допустимых значений, то PIN-диод как малая ёмкость вносит минимальные искажения. При увеличении сигнала и выходе его за допустимые рамки PIN-диод начинает проводить и становится резистором, шунтирующим сигнал на «землю».

### Фотодетекторы
PIN-диод может использоваться в сетевых картах и коммутаторах для волоконно-оптических кабелей. В этих приложениях PIN-диод используется как фотодиод.
В качестве фотодетектора PIN-диод работает при обратном смещении. При этом он закрыт и не пропускает ток (за исключением незначительного тока утечки). Фотон входит в i-область, порождая образование электронно-дырочных пар. Носители заряда, попадая в электрическое поле ОПЗ, начинают двигаться к высоколегированным областям, создавая электрический ток, который может быть детектирован внешней цепью. Проводимость диода зависит от длины волны, интенсивности и частоты модуляции падающего излучения.
Величина обратного напряжения может достигать больших значений, при этом большее напряжение создает большее поле, которое вытягивает носители из ОПЗ i-области более быстро.
Некоторые детекторы могут использовать эффект лавинного умножения носителей заряда.

### Светоизлучающие устройства
PIN-диоды на основе алмаза, использующие явление суперинжекции, могут использоваться в качестве светоизлучающих устройств.